# Gau Mainfranken
Gau Mainfranken utworzony jako Gau Unterfranken 1 marca 1929 r. i przemianowana na Gau Mainfranken 30 lipca 1935 r. – Gau w Dolnej Frankonii w Bawarii w latach 1933–1945. Wcześniej, od 1929 r. do 1933 r., jednostka była regionalnym poddziałem partii nazistowskiej w tym obszarze.

## Historia
System prowincji został pierwotnie ustanowiony na konferencji partyjnej 22 maja 1926 r. w celu usprawnienia administracji strukturą partyjną. Od 1933 r., po przejęciu władzy przez nazistów, prowincje coraz częściej zastępowały niemieckie kraje związkowe jako jednostki administracyjne w Niemczech.
Na czele każdej prowincji stał Gauleiter, stanowisko, które stawało się coraz bardziej wpływowe, zwłaszcza po wybuchu II wojny światowej, z niewielką ingerencją z góry. Lokalni Gauleiterzy często zajmowali stanowiska rządowe, jak i partyjne i byli odpowiedzialni między innymi za propagandę i nadzór, a od września 1944 r. także za Volkssturm i obronę prowincji.
Przez cały okres istnienia Gau Mainfranken urząd Gauleitera sprawował Otto Hellmuth, a jego zastępcami byli Ludwig Pösl (1931–1937) i Wilhelm Kühnreich (1937–1945).

## Podział administracyjny
Prowincja Frankonia Główna dzieliła się na 14 okręgów:
- Aschaffenburg-Alzenau
- Bad-Kissingen
- Brückenau-Hammelburg
- Ebern
- Haßfurt
- Kitzingen-Gerolzhofen
- Königshofen-Hofheim
- Lohr-Gemünden
- Markheidenfeld-Karlstadt
- Neustadt-Mellrichstadt
- Ochsenfurt
- Orenburg-Miltenberg
- Schweinfurt
- Würzburg – siedziba prowincji